# 大歳卓麻
大歳 卓麻（おおとし たくま、1948年10月17日 - ）は、日本の実業家。
日本アイ・ビー・エム株式会社代表取締役社長執行役員、International Business Machines Corporation会長補佐、社団法人日本経済団体連合会企業行動委員会共同委員長などを歴任した。

## 来歴
広島県出身。修道高等学校を経て、1971年に東京大学工学部を卒業。同年、日本アイ・ビー・エムに入社。
IBMグループにて
第一営業本部、流通サービス産業営業統括本部などを経て、1994年に非常勤の取締役となりInternational Business Machinesに出向し、ルイス・ガースナーの下で会長補佐を務める。1997年、常務取締役となり、1999年12月、代表取締役社長に就任、2003年、代表取締役社長執行役員となる。在職中の業績の推移については「日本アイ・ビー・エム#業績の推移」を参照。
2008年3月、代表取締役社長執行役員に加え会長を兼任。2009年1月1日付で、社長を橋本孝之に譲り、会長となる（非取締役）。2012年、日本アイ・ビー・エムへ最高顧問職の辞表を提出し受理される。
その他の企業にて
IBMグループ以外の複数の企業においても、社外取締役を兼任していた。2004年より三菱東京フィナンシャル・グループの取締役を兼任しており、2005年のUFJホールディングスとの経営統合により三菱UFJフィナンシャル・グループが発足すると、引き続き取締役を兼任した。2012年8月30日付で、同社の取締役を退任した。また、同じく三菱系列である明治安田生命保険では、2010年から取締役を兼任し、2012年に退任した。
TOTOにおいては、取締役を兼任するとともに、「買収防衛策に基づく特別委員会」の委員を兼任していたが、同社より「一身上の都合により辞任する旨、申し出があり受理した」との発表があり、2012年8月30日付で全ての役職を退任した。同様に、カルビーでも取締役を兼任していたが、同日付で「一身上の都合によるものであります」との理由で退任した。また、花王の取締役も兼任していたが、同日付で「一身上の都合による」との理由で退任した。
官公庁や公的団体にて
総務省の審議会等の一つである情報通信審議会では、庄山悦彦の後任として2009年より会長を務めたが、2012年8月30日付で退任した。特許庁の懇談会等行政運営上の会合のひとつである特許制度研究会では、委員を務めた。
また、当時社団法人であった日本経済団体連合会（現在は一般社団法人）では、企業行動委員会の共同委員長に就任した。公益社団法人である経済同友会には2000年に加入し、2003年より幹事となった。同会では総合外交戦略委員会の委員長などを経て、シンクタンク創設プロジェクトチームの委員長を務めた。
そのほか、一般社団法人である日本能率協会では理事を務めた。同様に、一般社団法人であるマルチメディア振興センターでは評議員を務めた。また、日本OSS推進フォーラムでは幹事を務めた。
出身地である広島県に所在する国立大学法人広島大学においては、2009年より経営協議会の委員を務めた。流通科学大学を運営する学校法人中内学園では、アドバイザリーコミッティーの一員を務めた。また、公立大学法人首都大学東京が設置した産業技術大学院大学においては、運営諮問会議の委員長に就任した。創価大学においては、日本アイ・ビー・エムの社長当時、経営学部の科目である「トップが語る現代経営」にて講義を行っており、その内容は別途書籍としてまとめられ出版されている。
政治とのかかわり
2009年の広島県知事選挙に湯崎英彦が立候補すると、広島県出身の大歳は湯崎への支持を表明し、湯崎を支援する「広島県の底力を引き出す会」の代表発起人として名を連ねている。
迷惑防止条例違反
2012年8月22日、JR中央本線四ツ谷駅構内で女性のスカート内を盗撮した疑いがあり、東京都迷惑防止条例違反容疑で四谷警察署の事情聴取を受けていたことが同月30日に明らかになり、同容疑で書類送検する方針であると報道された本人が所持していたiPodには動画が残っており、盗撮に気がついた周囲の人間と口論になり交番に届けられたとされる。また、本人も「盗撮に興味があった」と話しており容疑を認める発言をし、同時期に、三菱UFJフィナンシャル・グループ、明治安田生命保険、カルビー、TOTO、花王の5社の社外取締役と総務省の情報通信審議会の会長も辞任した。11月28日、東京簡裁から罰金30万円の略式命令を受けていたことがわかった。
現在
2022年7月22日現在、合同会社エス・シー・エヌの戦略顧問に就任している。

## 人物
大学生時代
- 大学生時代は全共闘運動の全盛期であったが、後年、その当時を振り返り「当時の学生達は、すさまじいエネルギーだけはありましたね」[34]と回顧している。それと同時に「若いエネルギーをもっと自分自身の向上や社会や世界への貢献のために使う事は出来なかったのだろうか」[34]と評している。なお、当時の大歳自身は「深く考えもせずノンポリと全共闘親派の間をフラフラしていた感じ」[34]だったという。

日本アイ・ビー・エム社長時代
- 前任の社長である北城恪太郎との共著を上梓しており、その中で「いまこそイノベーション力が問われる」[35]と題した論文を寄稿し、日本アイ・ビー・エムの経営課題について論じている。
- 同社の幹部候補を選出する際には、大歳は毎回必ず「女性の候補者はいるのか」[36]と繰り返し質問していたという。インタビューで「幹部候補の見直しの時に女性を必ず何割は入れるように、と言い続けて10年になります」[37]「女性社員に対して『女の子』という表現を耳にすることがありますが、そういう呼び方はすぐに改めるべき」[36]と発言している。
- 社内に「ダイバーシティー委員会」を設置し、その初代委員長に就任。同委員会の下部組織として、「ゲイ、レズビアン、バイセクシュアルなどといった性的マイノリティーの人々も気兼ねなく働ける環境とネットワーク作り」[38]を目標として掲げる「セクシュアル・オリエンテーション部門」のほか、「女性」「ワークライフ・バランス」「障害のある人々」「マルチ・ナショナル（多国籍性）」の計5部門を設置した[38]。同委員会の設置の狙いについて、会見で「いろいろな人が世界中で一緒に働くことで、新たな価値を生み出す効果がある」[38]と説明していた。
- インタビューでは「ゲイは、世界的には男性の7%、日本でも5%存在するとされますが、隠して不自由な思いをしながら働くより、会社として認め、サポートを約束することで、本人は働きやすくなります。カミングアウトする者も現れる。これはプラスですよね」[39]と発言している。

## 略歴
- 1948年 - 誕生。
- 1971年
  - 東京大学工学部卒業
  - 日本アイ・ビー・エム入社。
- 1985年 - 日本アイ・ビー・エム第一営業本部第三営業所営業第二課課長
- 1986年 - 日本アイ・ビー・エム専務補佐
- 1989年 - 日本アイ・ビー・エム流通サービス産業営業統括本部第一営業本部本部長
- 1991年 - 日本アイ・ビー・エム流通サービス産業営業統括本部副統括本部長
- 1992年
  - 日本アイ・ビー・エム取締役付
  - IBM AP社長補佐
- 1993年 - 日本アイ・ビー・エム公共システム事業本部本部長
- 1994年
  - 日本アイ・ビー・エム取締役
  - International Business Machines会長補佐
- 1996年 - 日本アイ･ビー･エム取締役
- 1997年 - 日本アイ･ビー･エム常務
- 1999年 - 日本アイ･ビー･エム社長
- 2003年 - 経済同友会幹事
- 2004年 - 三菱東京フィナンシャル・グループ取締役
- 2005年 - 三菱UFJフィナンシャル・グループ取締役
- 2008年 - 日本アイ･ビー･エム社長／会長
- 2009年
  - 日本アイ･ビー･エム会長
  - 総務省情報通信審議会会長
  - 広島大学経営協議会委員
  - TOTO取締役
- 2010年 - 明治安田生命保険取締役
- 2012年
  - 日本アイ･ビー･エム最高顧問
  - 東京都迷惑防止条例違反で罰金刑。

## 著作

### 編著
- 北城恪太郎・大歳卓麻編著『IBM――お客様の成功に全力を尽くす経営』ダイヤモンド社、2006年。ISBN 9784478375075

### 寄稿
- 創価大学編『トップが語る現代経営』21巻、創価大学出版会、2008年。

## 参照
1. ↑  同職の任期は通常1年間だが、大歳卓麻は6ヶ月で帰任した。
2. ↑  “日本IBM、新社長に大歳卓麻氏が就任 北城氏はIBMアジア・パシフィック社長へ”.   PC Watch (1999年11月2日). 2012年9月3日閲覧。
3. ↑  「取締役・監査役略歴一覧：三菱UFJフィナンシャル・グループ」三菱東京フィナンシャル・グループ、2012年6月28日。
4. 1 2 3 4 5 6  「盗撮容疑元社長5社の役員辞任」『朝日新聞』45377号、14版、朝日新聞東京本社、2012年8月31日、39面。
5. 1 2 3 4 5 6 7  「日本IBM元社長――盗撮容疑で書類送検へ――警視庁」『産経新聞』25045号、14版、産業経済新聞東京本社、2012年8月31日、31面。
6. ↑  三菱東京フィナンシャル・グループ「役員の異動について」2012年8月30日。
7. ↑  明治安田生命保険「平成22年7月2日付取締役異動（案）のお知らせ」2010年5月27日、1頁。
8. ↑  「役員一覧：TOTO」TOTO、2012年6月28日。
9. ↑  TOTO「社外取締役の辞任および買収防衛策に基づく特別委員会委員の退任に関するお知らせ」2012年8月30日、1頁。
10. ↑  カルビー「社外取締役辞任に関するお知らせ」2012年8月30日。
11. ↑  「役員一覧｜花王株式会社」花王、2012年6月28日。
12. ↑  花王「社外取締役辞任に関するお知らせ」2012年8月30日。
13. ↑  「情報通信審議会総会（第20回）議事録」2009年1月9日、3頁。
14. ↑  「総務省｜情報通信審議会｜委員名簿」総務省、2012年5月15日。
15. ↑  「第1回特許制度研究会議事要旨」特許庁、2009年1月。[リンク切れ]
16. ↑  「経団連の企業倫理・ＣＳＲに係るこれまでの取り組み」日本経済団体連合会。
17. ↑  経済同友会「2012年度委員会委員長等一覧」2012年7月1日、2頁。
18. ↑  「委員会・懇談会の紹介 ｜ 経済同友会」経済同友会、2012年7月1日。
19. ↑  日本能率協会「一般社団法人日本能率協会理事・監事名簿」2012年4月1日。
20. ↑  「FMMC 財団法人マルチメディア振興センター」マルチメディア振興センター、2012年6月21日。
21. ↑  「OSS推進フォーラムとは | 日本OSS推進フォーラム」日本OSS推進フォーラム。
22. ↑  広島大学社会連携・情報政策室広報グループ「」広島大学、2009年6月24日。
23. ↑  「アドバイザリーコミッティー | 学校法人中内学園」中内学園、2012年8月。
24. ↑  「運営諮問会議委員長から｜産業技術大学院大学」産業技術大学院大学。
25. ↑  「運営諮問会議とは｜産業技術大学院大学」産業技術大学院大学、2012年8月1日。
26. ↑  「過去に講義されたトップの方々の一覧 | 創価大学 経営学部 ホームページ」創価大学。
27. ↑  大歳卓麻「地球はまるい?――グローバリゼーションと自己変革」創価大学編『トップが語る現代経営』21巻、創価大学出版会、2008年。
28. ↑  「広島県の底力を引き出す会 | ゆざき英彦 オフィシャルサイト」。
29. ↑  「日本IBM最高顧問“盗撮に興味あり” NHKニュース」日本放送協会、2012年8月30日。
30. ↑  「『盗撮に興味あった』と説明 盗撮疑いの日本IBM元社長 最高顧問は『個人の都合』と辞表 - MSN産経ニュース」産経デジタル、2012年8月30日。
31. ↑  「日本ＩＢＭ元社長を盗撮容疑で書類送検へ 警視庁 ― 日本経済新聞」
32. ↑  「日本IBM最高顧問――iPodで女性のスカートの中盗撮 ― スポニチ Sponichi Annex 社会」スポーツニッポン新聞社、2012年8月31日。
33. ↑  “女性盗撮の疑い、日本ＩＢＭ元社長に罰金”.   読売新聞 (2012年11月28日). 2012年11月28日閲覧。
34. 1 2 3  大歳卓麻「これまで、そしてこれから」『東大機械同窓会メールマガジン第19号』東大機械系広報委員会、2010年10月。
35. ↑  大歳卓麻「いまこそイノベーション力が問われる」北城恪太郎・大歳卓麻編著『IBM――お客様の成功に全力を尽くす経営』ダイヤモンド社、2006年。
36. 1 2  内永ゆか子・大歳卓麻「違いが新しい価値を生む、それがダイバーシティです――問われるのは、トップの推進力」『第3回 日本アイ・ビー・エム株式会社 代表取締役社長兼会長 大歳卓麻氏 | 内永ゆか子の TOP INTERVIEW | J-Win』ジャパン・ウィメンズ・イノベイティブ・ネットワーク、2008年3月[リンク切れ]。
37. ↑  内永ゆか子・大歳卓麻「違いが新しい価値を生む、それがダイバーシティです――『社長、あなたの後継者のなかに女性は何人いますか』」『第3回 日本アイ・ビー・エム株式会社 代表取締役社長兼会長 大歳卓麻氏 | 内永ゆか子の TOP INTERVIEW | J-Win』ジャパン・ウィメンズ・イノベイティブ・ネットワーク、2008年3月[リンク切れ]。
38. 1 2 3  Tom Paine, Azusa Yamashita, "IBM Japan to Set Up LGBT-Inclusive ‘Diversity Committee’", IBM Japan to Set Up LGBT-Inclusive ‘Diversity Committee’ - gayjapannews.com, GayJapanNews, March 6, 2008.
39. ↑  「《UCDA》UCDAトーク18：大歳卓麻 （前篇）」ユニバーサルコミュニケーションデザイン協会[リンク切れ]。